# María Elena Salinas
María Elena Salinas (Los Angeles, Califòrnia, 1954) és una periodista i escriptora estatunidenca d'ascendència mexicana. Ha estat la copresentadora del Noticiero Univisión, l'informatiu de la tarda d'Univision des de l'any 1987. Des de l'any 2000 és també copresentadora de l'informatiu Aquí y ahora, d'Univision. Al llarg de la seva carrera, Salinas ha estat reconeguda pel seu treball com a periodista i filantropa. Va ser nomenada el 2006 com la "veu d'Amèrica hispana" per The New York Times.

## Biografia
Els pares de Salinas van emigrar als Estats Units des de Mèxic a la dècada de 1940. Va néixer a Los Angeles el 1954. Durant la seva infància va viure a Mèxic durant set anys, i es va criar a Los Angeles. Des de 1991, Salinas ha viscut a Miami amb les seves dues filles, Julia Alexandra i Gabriela María. La seva autobiografia Yo soy la hija de mi padre es va publicar el 2006. Inclou el descobriment que el seu difunt pare havia estat un sacerdot catòlic, i la seva pròpia recerca sobre aquest tema.

## Carrera periodística
Salinas va començar la seva carrera periodística com a reportera i presentadora de KMEX-34, l'afiliada d'Univision a Los Angeles, el 1981. Reconeguda pels seus informes sobre l'impacte de les notícies diàries en la creixent comunitat hispana del sud de Califòrnia, va assumir la conducció del programa de notícies en castellà Noticiero Univision el 1987.
El 2004 Salinas moderar el primer debat presidencial bilingüe del Partit Demòcrata sobre temes hispans, i tres anys més tard va ser copresentadora dels debats en castellà dels partits Demòcrata i Republicà que es van realitzar per primera vegada i van ser transmesos per la cadena Univision.